# Đèn kéo quân
Đèn kéo quân, hay còn gọi là đèn cù, là một loại đồ chơi bằng giấy có nguồn gốc từ Trung Quốc (giản thể: 走马灯; phồn thể: 走馬燈; bính âm: Zǒumǎdēng; Hán-Việt: tẩu mã đăng), ngày xưa phổ biến trong nhiều dịp lễ tết, nay chỉ còn xuất hiện trong dịp Tết Trung Thu. Đèn có đặc điểm khi thắp nến thì những hình ảnh được thiết kế bên trong sẽ hiện ra trên mặt đèn giống như rối bóng và xoay vòng theo cùng một chiều liên tục không dừng lại.

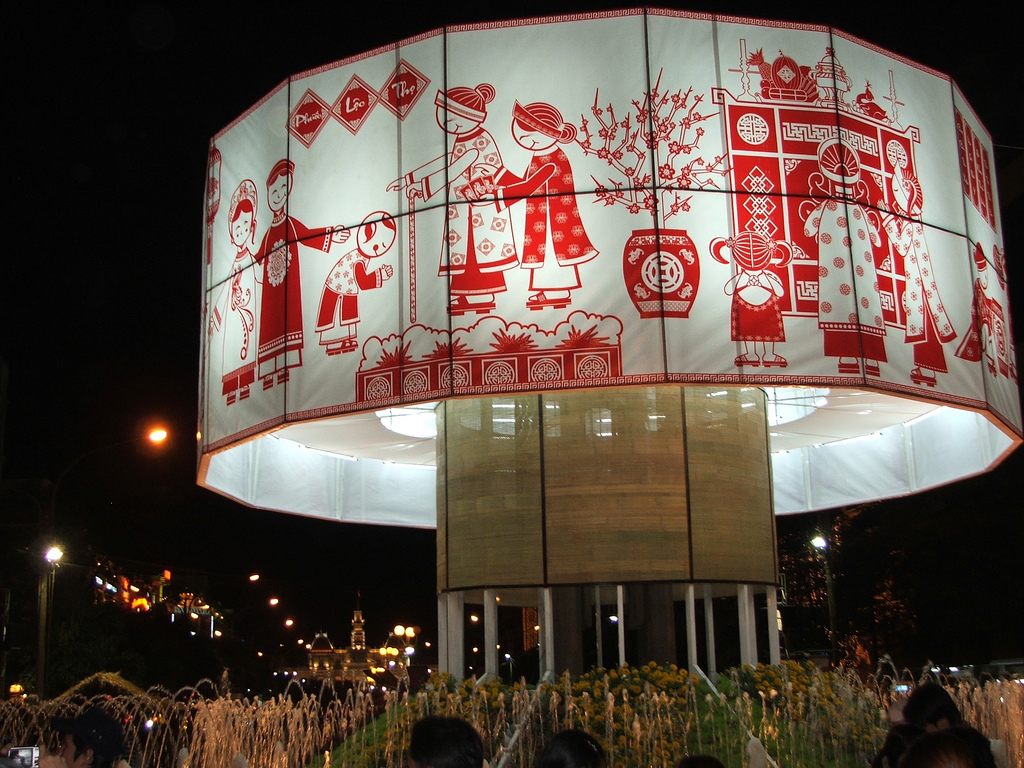
Chiếc đèn kéo quân khổng lồ cao hơn 7m trên đường hoa Nguyễn Huệ Tết Mậu Tý.

## Nội dung
Cây đèn kéo quân có mục đích ban đầu là để trẻ em nhớ về lịch sử cũng như giáo dục lòng yêu nước, nên hình ảnh trên cây đèn thường nói về việc nghĩa, về những đoàn quân lính xung trận (nguồn gốc của tên gọi "kéo quân"). Về sau người ta mở rộng nhiều đề tài khác như thêm ông quan trạng vinh quy bái tổ, cảnh tứ linh nhảy múa, bác nông dân làm ruộng, mục đồng chăn trâu,... và đến nay là các yếu tố hiện đại hoặc giải trí như Tôn Ngộ Không, mèo máy Đôrêmon, thủy thủ Mặt Trăng...

## Cách chế tạo và nguyên lý hoạt động
Loại đèn này làm theo quy cách ngoài vuông trong tròn.
- Bốn mặt ngoài của đèn được dán giấy bóng kính như bốn màn ảnh.
- Bên trong:
  - Chính giữa là một cái trục thẳng đứng làm bằng một thanh tre thẳng, vót tròn (chỉ nhỉnh hơn chiếc xe điếu), chốt bằng hai kim nhọn hai đầu. Trục dài ngắn tùy thuộc kích thước đèn cao thấp, có thể từ năm, sáu mươi phân, đến nhiều mét.
  - Xung quanh trục đèn, những vòng trụ giấy dán nội dung của chiếc đèn như hình người, thú, cảnh vật,... được sắp xếp, gá buộc thành nhiều tầng gọi là các tầng đèn. Để cho có nhiều hình phong phú, người ta lồng và cắt dán đến bốn, năm tầng.

Do trục trơn và các hình nhẹ nên khi đốt đèn, lửa sẽ làm nóng không khí bên trong khiến không khí giãn nở và tăng thể tích, khiến trọng lượng riêng của khí giảm. Khí nóng nhẹ bay lên va vào vòng trụ sẽ làm cho đèn quay. Luồng không khí bên ngoài nặng hơn luồng vào tiếp tục được đốt nóng, bay lên tạo thành dòng đối lưu trong không khí làm đèn tiếp tục quay.

## Màu sắc
Những đèn màu trắng sẽ như một tấm màn chiếu những hình ảnh bên trong. Ví dụ: trên trục quay gắn một con ngựa màu đỏ, thì trên mặt giấy trắng sẽ hiện hình một con ngựa đỏ; một bà quan mặc xiêm áo xanh, đỏ, tím, vàng cũng hiện lên xanh,đỏ,tím,vàng, từ mắt mũi, tóc tai, cúc áo, đồ vật kèm theo,... cũng thấy rõ.
Nếu đèn dán giấy màu, các hình sẽ nhạt màu hơn hoặc đen thẫm.
Một cây đèn kéo quân là một màn diễn rối bóng tự động, không cần người điều khiển.

## Sự tích
Có nhiều phiên bản về sự tích cây đèn kéo quân, văn bản sau chỉ là ví dụ:
| “                         | Ngày xưa, gần đến dịp tết Trung thu, theo lệnh Vua, dân chúng nô nức thi nhau chế ra những chiếc đèn kỳ lạ nhưng không có chiếc đèn nào làm cho vua vừa ý. Bấy giờ, có một nông dân nghèo khó tên là Lục Đức mồ côi cha, ăn ở với mẹ rất hiếu thảo. Một hôm nằm mơ, Lục Đức thấy một vị thần râu tóc bạc phơ hiện ra phán rằng: "Ta là Thái Thượng Lão Quân, thấy nhà ngươi nghèo khó nhưng ăn ở hiếu thảo với mẹ, vậy ta bày cho ngươi cách làm chiếc đèn dâng Vua". Hôm sau theo lời dặn của Thần, Lục Đức cùng mẹ lấy những thân trúc trắng cùng giấy màu để làm chiếc đèn. Thời gian qua mau, khi chiếc đèn làm xong là ngày rằm tháng 8 cũng vừa đến. Chàng vui mừng cùng mẹ đem chiếc đèn vào kinh thành dâng vua. Nhà vua xem, thấy chiếc đèn vừa lạ, vừa nhiều màu sắc lại biết chuyển động nên rất hài lòng. Khi Vua hỏi ý nghĩa của chiếc đèn, Lục Đức theo lời Thần tâu rằng: "Thưa bệ hạ, thân trúc ở giữa đèn là biểu hiện trục khôn, cái chong chóng quay sáu mặt biểu tượng cho sáu cá tính của con người: thương, ghét, giận, buồn, vui, hờn. Cái chong chóng luôn luôn quay, tượng trưng cho con người hay thay đổi cũng có căn do, đó là đạo làm người. Chong chóng luôn quay cũng nhờ ánh đèn soi sáng, cũng như con người tốt lành cũng nhờ đạo đức. Sáu mặt của chiếc đèn làm bằng giấy tươi sáng biểu hiện cá tính của con người". Vua truyền đem đèn cho dân chúng cùng xem. Đèn đốt lên làm quay chong chóng. Hiện lên sáu màu sắc rực rỡ là hình ảnh vua, quan, người, ngựa nối đuôi nhau. Tất cả những hình nhân trên đèn được làm bằng giấy. Vua ban thưởng cho mẹ con Lục Đức rất hậu và phong làm Vạn Hộ Hầu. Từ đó, mối khi đến Tết Trung thu, nhớ lại sự tích người con hiếu thảo Lục Đức, dân chúng đua nhau bắt chước chàng làm nên những chiếc đèn màu rực rỡ gọi là đèn kéo quân. | ” |
| — Truyện cổ tích dân gian | |   |

## Văn học nghệ thuật

### Trong dân ca Việt Nam
Khen ai khéo xếp (ô í a) cái đèn cù
Voi giấy (ới a) ngựa giấy (ơ) tít mù nó (ới) lại vòng quanh,
(ơ) Bao giờ em bén (ới) duyên ạ anh,
Voi giấy (ới à) ngựa giấy (ơ) vòng quanh (ới a) cái tít mù tít mù, là
Khen ai khéo xếp (ô í a) cái đèn cù

### Trong âm nhạc
- Nhạc sĩ Đỗ Nhuận sáng tác bài hát "Đèn cù" dựa theo bài dân ca trên.
- Nhạc sĩ Song Ngọc dựa trên nền tảng bài ca dao trên để viết bài hát "Yêu cái đèn cù".